# 山姆·希達爾戈-克萊因
山姆·希達爾戈-克萊因（英語：Sam Hidalgo-Clyne；1993年8月4日—）是一位蘇格蘭橄欖球運動員，出生在西班牙。他是蘇格蘭國家橄欖球隊的一員，代表蘇格蘭參加了2015年世界盃橄欖球賽。